# Vesly, Eure

Vesly este o comună în departamentul Eure, Franța. În 1 ianuarie 2022 avea o populație de 621 de locuitori.